# Сухенко Юрій Григорович
Сухенко Юрій Григорович (30 вересня 1951, м. Вишнівець, Тернопільської області, СРСР — 12 березня 2020) — український науковець, фахівець у галузі харчової промисловості, доктор технічних наук (1999), професор (2003).

## Біографія
У 1974 році закінчив Харківський авіаційний інститут за спеціальністю літакобудування (нині Національний аерокосмічний університет ім. М. Є. Жуковського). У 1974—1975 роках працював в Українському філіалі НДІ авіаційних технологій при ДКБ ім. О. К. Антонова на посаді інженера.
З 1976 до 2008 р. працював у Національному університеті харчових технологій на посадах старшого інженера, молодшого наукового співробітника, асистента, старшого наукового співробітника, доцента, професора, директора Коледжу ресторанного господарства НУХТ.
У 1982 році в НУХТ захистив кандидатську, а у 1999 році докторську дисертацію за спеціальністю 05.18.12 — процеси та обладнання харчових, мікробіологічних та фармацевтичних виробництв. Вчене звання професора отримав у 2003 році по кафедрі матеріалознавства і технології машинобудування НУХТ.
У 2008—2009 р.р. створив і очолив Інженерно-технологічний інститут в університеті «Україна» та завідував у ньому кафедрою автомобільного транспорту. З серпня 2009 р. д.т.н., професор завідувач кафедри процесів і обладнання переробки продукції АПК у Національному університеті біоресурсів і природокористування України.
Наукова робота пов'язана з проблемами тертя та зношування, підвищення надійності і довговічності машин та обладнання переробних і харчових виробництв, а також використання альтернативних джерел енергії на транспорті та в сільськогосподарському виробництві. Наукові розробки, які стосуються відновлення та зміцнення деталей машин і обладнання з використанням концентрованих джерел енергії впроваджені на створених ним дільницях зміцнювальних технологій в Україні, Росії, Латвії, Киргизії, загалом більш ніж на 20-ти підприємствах.
За розробку серії мобільних заводів для виробництва дизельного біопалива з технічних рослинних і тваринних жирів на Міжнародній виставці «Агро-2010» одержав Золоту медаль, а на виставці «Агро-2011» Золотою медаллю була удостоєна розроблена під його керівництвом технологія глибокої переробки жирів у широку номенклатуру паливо-мастильних матеріалів, змащувально-охолоджувальних рідин для металообробки, сировини для фармацевтичної і парфумерної промисловості.
Читав лекції в Хефейському технологічному університеті та Аньхойській сільськогосподарській академії (КНР).
Працював у редколегіях наукових збірників та журналів, а саме: «Проблеми тертя та зношування», «Харчова і переробна промисловість», «Наукові праці НУХТ», «Продовольча індустрія АПК», «S'world»

## Науковий доробок
Автор понад 300 наукових праць, 30 винаходів, трьох монографій, підручника, п'яти навчальних посібників:
- Сухенко Ю. Г., Некоз О. І., Стечишин М. С. Технологічні методи забезпечення довговічності обладнання харчової промисловості [Монографія]. Київ: Елерон, 1993. — 107 с.
- Кіндрачук М. В., Куницький Ю. А., Сухенко Ю. Г., Коржик В. М., Дудка О. І. Структуроутворення та формування триботехнічних властивостей евтектичних покриттів [Монографія] К.: Вища школа, 1997. — 120 с.
- Кіндрачук М. В., Дудка О. І., Сухенко Ю. Г., Черненко В. С. Формування зносостійких евтектичних покриттів концентрованими джерелами енергії [Навчальний посібник] К.: ІЗМН, 1997. — 119 с.
- Тищенко Г. П., Хоменко М. Д., Сухенко В. Ю. та ін. Интенсификация процессов и защита оборудования пищевых производств. [Монографія] // за ред. проф. Ю. Г. Сухенка — К.: «ДІЯ», 2006—224 с.
- Сухенко Ю. Г., Бойко Ю. І. Технологічні основи машинобудування Лабораторний практикум. [Навчальний посібник] // за ред. проф. Ю. Г. Сухенка К.: РВЦ НУХТ, 2008.-198с.
- Сухенко Ю. Г., Литвиненко О. А., Сухенко В. Ю. Нідійність і довговічність устаткування харчових і переробних виробництв: [Підручник] // за ред. проф. Ю. Г. Сухенка — К.: НУХТ, 2010—547 с.
- Лудченко А. А., Сухенко Ю. Г., Лудченко Я. А., Сухенко В. Ю. Основи наукових досліджень і патентознавство: [Навчальний посібник]. 4-те вид., Перероблене і доповнене. — К.: В-во ВМУРоЛ «Україна» 2011. –239 с.
- Сухенко Ю. Г.. Ткачук А. І., Дениско О. А. Проектування технологічних процесів переробних і харчових виробництв. Лабораторний практикум: [Навчальний посібник]/ за ред. проф. Ю. Г. Сухенка. — К. : ЗАТ «Нічлава», 2011. — 262 с.
- Сухенко Ю. Г., Сарана В. В., Сухенко В. Ю. Технологічне обладнання плодоовочевих переробних виробництв: [Навчальний посібник] За ред. проф. Ю. Г. Сухенка. — К.: НУБіП України, 2012. — 421 с.
- Сухенко Ю. Г., Сарана В. В., Сухенко В. Ю. Технологічне обладнання та лінії молокопереробних підприємств: [Навчальний посібник] / За ред. проф. Ю. Г. Сухенка.– К.: НУБіП України, 2013. — 658 с.

## Напрям наукової роботи
- Підвищення надійності і довговічності обладнання харчових і переробних галузей АПК;
- Енергозберігаючі технології;
- Виробництво харчових продуктів оздоровчо-профілактичного призначення та з радіопротекторними властивостями.